# 史蒂芬·麥費利
史蒂芬·麥費利（英語：Stephen McFeely，1973年12月21日—）是一名美国编剧、制作人以及演员，2005年凭借《彼得·塞勒斯的生与死》获得第57届艾美奖最佳编剧奖。因作为《纳尼亚传奇：狮子·女巫·魔衣橱》、《美國隊長：復仇者先鋒》、《美國隊長2：酷寒戰士》、《美国队长3》以及《复仇者联盟3：无限战争》编剧而为公众所知晓。